# بسکاباد
بُسکاباد روستایی در دهستان نیمبلوک بخش نیمبلوک شهرستان قائنات استان خراسان جنوبی ایران است. بر پایه سرشماری عمومی نفوس و مسکن در سال ۱۳۹۰ جمعیت این روستا ۳۰۰ نفر (در ۱۳۲ خانوار) بوده‌است.
- - از مهمترین آثار این روستا می توان به ((آب انبار)) واقع در مرکز آن اشاره کرد.
  - این روستا دارای سه مسجد است که ((مسجد جامع بسکاباد)) هم اکنون دایر و امورات مذهبی در آن مکان برگزار می شود.

بسکاباد روستایی کوهپایه ای است که دارای پتانسیل کوهنورد پذیری است.این روستا نامش از دو کلمه بسک و اباد ساخته شده بسک به معنی خوشه گندم و جو و اباد هم به معنی فروانی و ابادی بسیار است،از این نام این گونه برداشت میشود که در گذشته این روستا منبع غله (گندم و جو)مهمی محسوب میشده است.
این روستا همچون روستا های دیگر در سال ۱۳۴۷در زلزله اسیب بسیار زیادی دید و مکان روستا با تغییراتی روبرو شد.